# Windmill Hill, East Sussex
Windmill Hill är en by i East Sussex i England. Byn är belägen 23,4 km 
från Lewes. Orten har 643 invånare (2015).